# Huta Józefów (Głowno)
Huta Józefów – dawna osada fabryczna, od 1934 południowa część miasta Głowna obejmująca swym zasięgiem osiedle wokół ulicy Huta Józefów, w kierunku na Osiny.

## Historia
Dawniej samodzielna miejscowość (osada fabryczna). Od 1867 w gminie Dmosin. W okresie międzywojennym należała do powiatu brzezińskiego w woj. łódzkim. W 1921 roku liczba mieszkańców wynosiła 419. 16 września 1933 utworzono gromadę Osiny w granicach gminy Dmosin, składającą się ze wsi Huta Józefów oraz wsi, kolonii i folwarku Osiny. 
10 lipca 1934 osadę fabryczną Huta Józefów wraz ze stawami o obszarze 42,3200 ha włączono do Głowna.